# De odalisk (Boucher)
De odalisk (Frans: L'Odalisque) is een schilderij van François Boucher uit 1745. Sinds 1914 maakt het deel uit van de collectie van het Louvre in Parijs.

## Voorstelling
Op het schilderij is een jonge, halfnaakte vrouw te zien, liggend op haar buik tussen kussens en stoffen die haar lichaam gedeeltelijk bedekken. Ze neemt een opvallend erotische houding aan. De pose van de vrouw is volgens kunsthistoricus Paul Frankl afgeleid van de traditionele weergave van nimfen of naiaden. Het schilderij kenmerkt zich door de nadruk op plooien, zoals die van de billen, de nek, het beddengoed, de blauwe fluwelen stof en het tapijt. De compositie leidt de blik naar haar billen, die bijna in het midden van het schilderij liggen, wat de sensualiteit versterkt.
De titel is enigszins misleidend, omdat er geen sprake lijkt van een odalisk uit een oosterse harem op het schilderij. De vele oriëntaalse elementen die zijn opgenomen, zoals het lage tafeltje en het scherm, kunnen verklaren waarom de titel nog steeds in gebruik is.
De identiteit van het model is onzeker. Er is wel gesuggereerd dat het zou gaan om Madame de Pompadour of Victoire O'Murphy, de oudere zus van Marie-Louise O'Murphy, maar dit lijkt onjuist te zijn. Jean Callieux vermoedde dat de vrouw van de schilder is afgebeeld, maar ook dit wordt onvoldoende door bewijs ondersteund. 
De houding van de vrouw is dubbelzinnig, balancerend tussen verlegenheid en een uitnodiging. Oorspronkelijk waren dergelijke werken bedoeld voor privé-kabinetten. Boucher stond bekend om het weergeven van vrouwelijke charme zonder schaamte of mythologische of Bijbelse kunstgrepen, zoals in die tijd gebruikelijker was.

## Andere versies
Er zijn verschillende versies van De odalisk bekend, waaronder een in het Museum voor Schone Kunsten in Reims en een in een privé-collectie waarin het onderlichaam van de vrouw bedekt is met een jurk. Mogelijk is ook de versie in het Louvre een afgeleide van de eerste versie die in 1743 gemaakt zou zijn.
Enkele jaren later schilderde Boucher twee vergelijkbare werken, De blonde odalisk of Liggend meisje, waarvan er één in de Alte Pinakothek in München hangt en de andere in het Wallraf-Richartz-Museum in Keulen. Waarschijnlijk is Marie-Louise O'Murphy het model op deze schilderijen.

## Herkomst
Het schilderij is in 1914 nagelaten aan het Louvre door baron Basile de Schlichting uit Parijs.

## Afbeeldingen

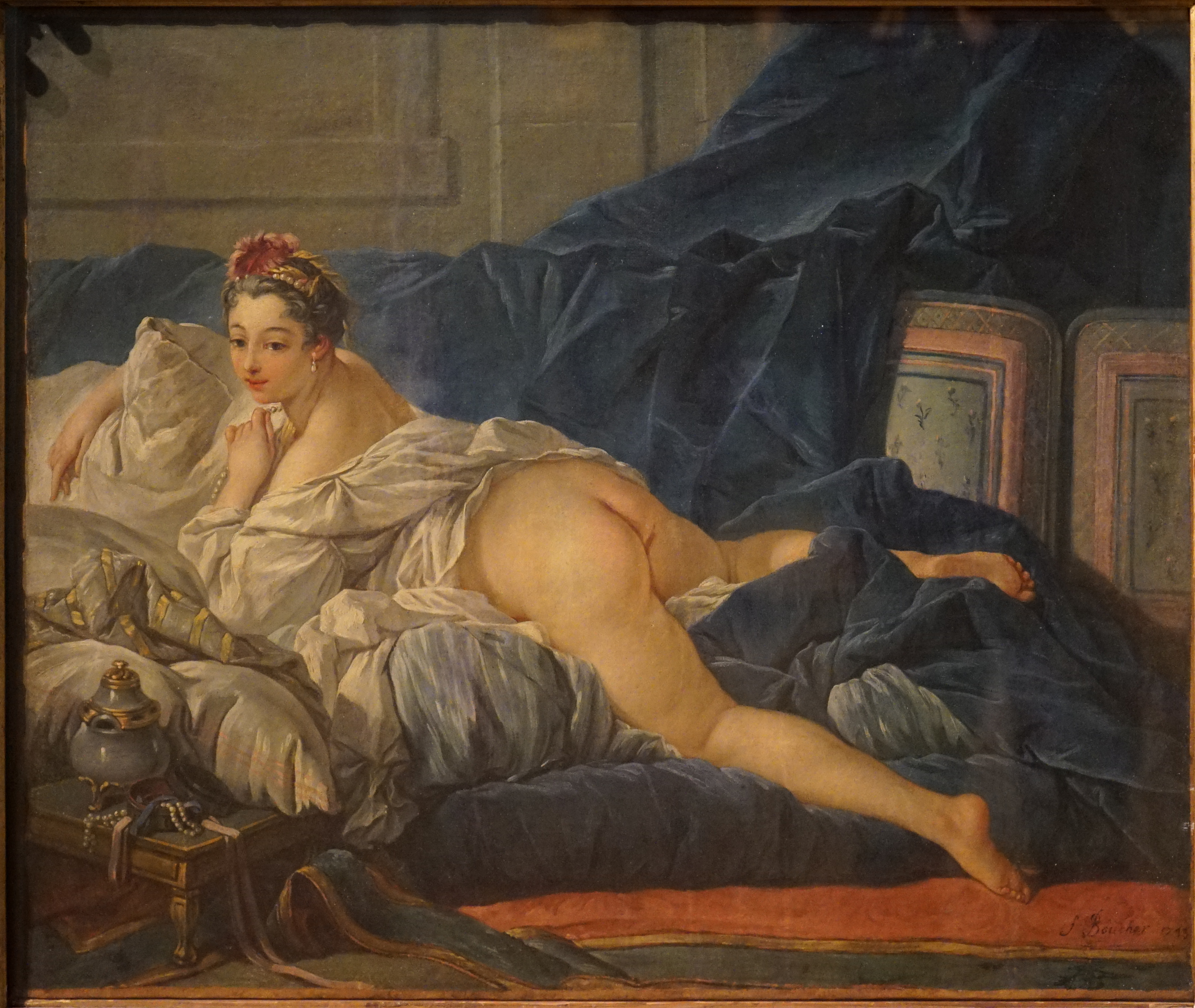
Versie in Reims
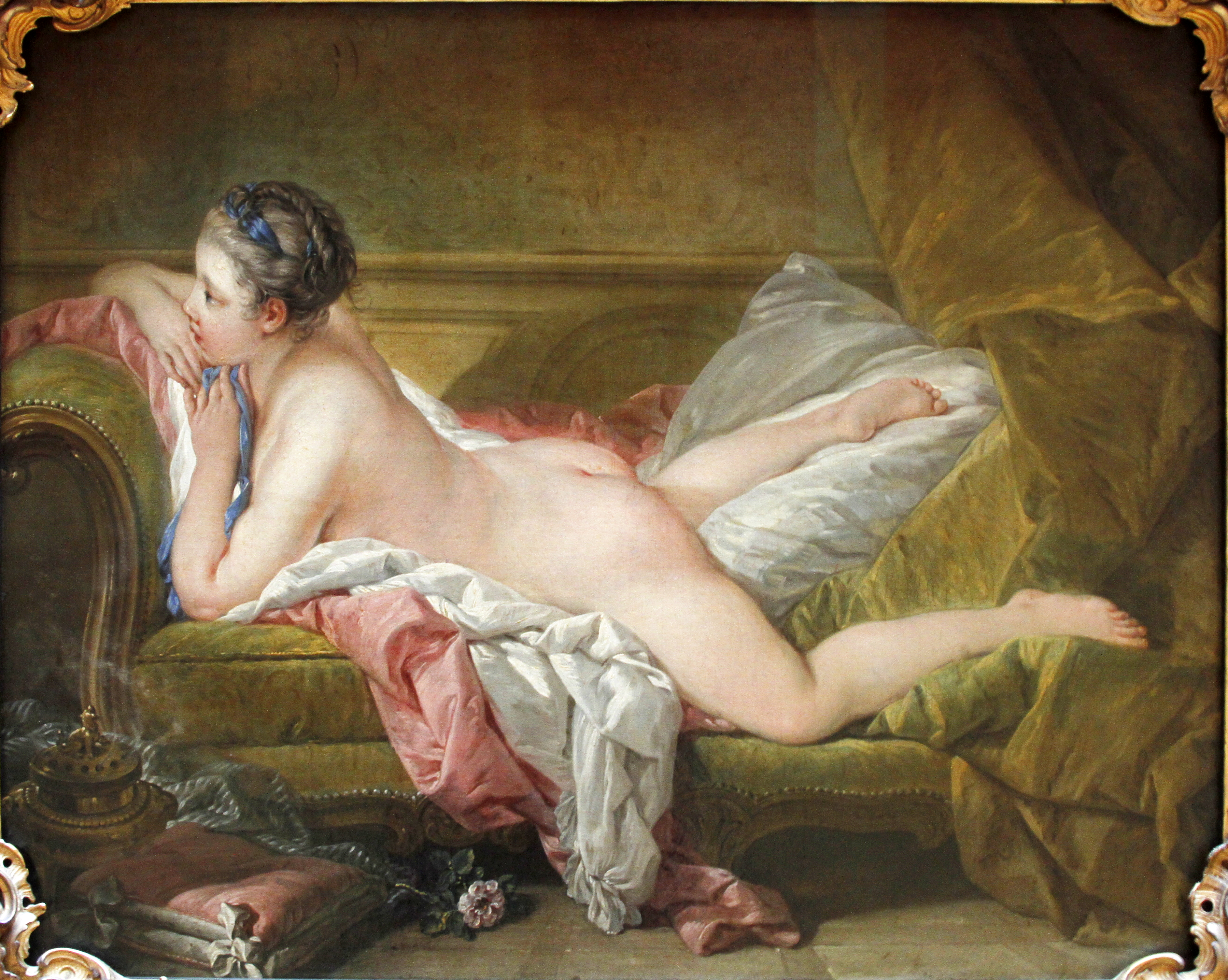
Rustend meisje (1752), versie in München
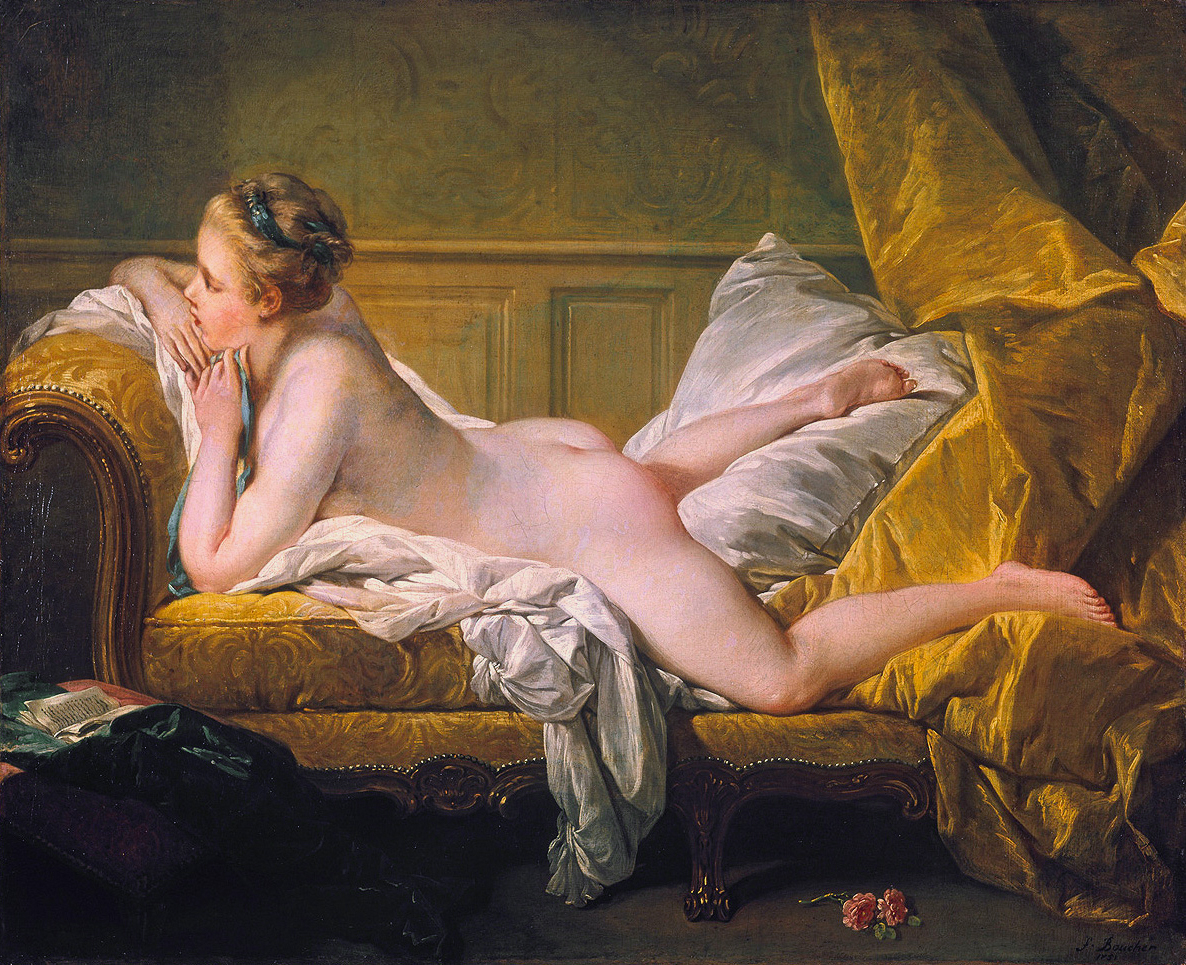
Rustend meisje (1751), versie in Keulen